# La pupa e il secchione (seconda edizione)
La seconda edizione del reality show La pupa e il secchione (dal titolo La pupa e il secchione - Il ritorno) è andata in onda in prima serata su Italia 1 dal 18 aprile al 7 giugno 2010 per otto puntate con la conduzione di Enrico Papi e con la partecipazione di Paola Barale. Tutte le puntate sono andate in onda di domenica (fatta eccezione per la finale, che è andata in onda di lunedì).
L'edizione è stata vinta da Francesca Cipriani e Federico Bianco, che si sono aggiudicati il montepremi di 1,8 kg di gettoni d'oro.

## Concorrenti
L'età dei concorrenti si riferisce al momento dell'ingresso nella villa.
| Le Pupe                   | Le Pupe | Le Pupe                                                                                        | Le Pupe           | Le Pupe              |
| Nome                      | Età     | Professione                                                                                    | Luogo di nascita  | Stato                |
| ------------------------- | ------- | ---------------------------------------------------------------------------------------------- | ----------------- | -------------------- |
| Francesca Cipriani        | 26 anni | Showgirl                                                                                       | Popoli            | Vincitrice           |
| Elena Morali              | 20 anni | Modella                                                                                        | Ponte San Pietro  | Seconda classificata |
| Pasqualina Sanna          | 19 anni | Fotomodella, organizzatrice sfilate di moda                                                    | Napoli            | Terza classificata   |
| Francesca Lukasik         | 23 anni | Modella                                                                                        | Schio             | Eliminata            |
| Monica Ricchetti          | 23 anni | Ragazza immagine                                                                               | Reggio Emilia     | Eliminata            |
| Florina "Flo" Marincea    | 26 anni | Apprendista stilista                                                                           | Bucarest          | Eliminata            |
| Ludovica Leoni            | 28 anni | Ragazza immagine, modella                                                                      | Tivoli            | Eliminata            |
| Marysthell García Polanco | 29 anni | Modella                                                                                        | Nagua             | Eliminata            |
| Maria Teresa Lombardo     | 20 anni | Animatrice nei villaggi turistici, cubista, ragazza immagine, modella e coniglietta di Playboy | Torino            | Eliminata            |
| I Secchioni               |         |                                                                                                |                   |                      |
| Nome                      | Età     | Professione                                                                                    | Luogo di nascita  | Stato                |
| Federico Bianco           | 26 anni | Studente                                                                                       | Italia (bandiera) | Vincitore            |
| Fulvio De Giovanni        | 27 anni | Manager                                                                                        | Caserta           | Secondo classificato |
| Luca Tassinari            | 25 anni | Studente                                                                                       | Udine             | Terzo classificato   |
| Roberto Cavazzoni         | 33 anni | Ricercatore elettronico, inventore indipendente                                                | Guastalla         | Eliminato            |
| Luca Garagozzo            | 29 anni | Chimico analista, ricercatore                                                                  | Bologna           | Eliminato            |
| Valerio De Camillis       | 27 anni | Programmatore di servizi su web                                                                | Campobasso        | Eliminato            |
| Andrea Corteggi           | 25 anni | Industrial Designer                                                                            | Terni             | Eliminato            |
| Francesco Cevaro          | 28 anni | Disoccupato                                                                                    | Bologna           | Eliminato            |
| Federico Bianco           | 26 anni | Software Engineer                                                                              | Asti              | Eliminato            |

A metà della serie a causa di vari disguidi la coppia di Pasqualina Sanna e Luca Tassinari e la coppia di Elena Morali e Fulvio de Giovanni si sciolgono formando così due nuove coppie: Elena Morali e Luca Tassinari e l'altra formata da Pasqualina Sanna e Fulvio de Giovanni.

## Cast e produzione del programma
- Conduzione: Enrico Papi e Paola Barale
- Autori studio: Simona Ercolani, Federico Lampredi, Giuseppe Scarpa, Alessandro Vitale, Barbara Ancillotti
- Autori location: Giordano Raggi, Omar Bouriki, Ruggero Montingelli
- Montepremi: 1,8 kg in gettoni d'oro
- Location: Villa Cornetti, Colle Fiorito di Guidonia Montecelio (Roma)

### Giuria
- Vittorio Sgarbi
- Platinette
- Alba Parietti
- Claudio Sabelli Fioretti
- Angela Sozio

## Tabellone dello svolgimento del programma
Legenda:
     Vincitori
     Finalisti
     Salvi dall'eliminazione
     A rischio eliminazione
     Eliminati
     Ripescato
| # | Concorrenti  | Puntata | Puntata | Puntata | Puntata               | Puntata               | Puntata               | Puntata               |
| # | Concorrenti  | 2       | 3       | 4       | 5                     | 6                     | 7                     | 8                     |
| - | ------------ | ------- | ------- | ------- | --------------------- | --------------------- | --------------------- | --------------------- |
| 1 | Cipriani     |         | SALVA   | SALVA   | SALVA                 | NOM                   | NOM                   | VINCITRICE            |
| 1 | Bianco       |         | RIP     | SALVO   | SALVO                 | NOM                   | NOM                   | VINCITORE             |
| 2 | Elena        | SALVA   | SALVA   | NOM     | NOM                   | SALVA                 | NOM                   | SECONDA               |
| 2 | De Giovanni  | SALVO   | SALVO   | NOM     | NOM                   | SALVO                 | NOM                   | SECONDO               |
| 3 | Pasqualina   | SALVA   | SALVA   | SALVA   | NOM                   | SALVA                 | NOM                   | TERZA                 |
| 3 | Tassinari    | SALVO   | SALVO   | SALVO   | NOM                   | SALVO                 | NOM                   | TERZO                 |
| 4 | Monica       | SALVA   | NOM     | SALVA   | SALVA                 | SALVA                 | ELIM                  |                       |
| 4 | Garagozzo    | SALVO   | NOM     | SALVO   | SALVO                 | SALVO                 | ELIM                  |                       |
| 5 | Marysthell   |         |         |         | SALVA                 | ELIM                  |                       |                       |
| 5 | Cevaro       |         |         |         | SALVO                 | ELIM                  |                       |                       |
| 6 | Ludovica     | NOM     | SALVA   | SALVA   | ELIM                  |                       |                       |                       |
| 6 | Corteggi     | NOM     | SALVO   | SALVO   | ELIM                  |                       |                       |                       |
| 7 | Francesca    | SALVA   | SALVA   | ELIM    |                       |                       |                       |                       |
| 7 | Cavazzoni    | SALVO   | SALVO   | ELIM    | Stuntman di Garagozzo | Stuntman di Garagozzo | Stuntman di Garagozzo | Stuntman di Garagozzo |
| 8 | Flo          | SALVA   | ELIM    |         |                       |                       |                       |                       |
| 8 | De Camillis  | SALVO   | ELIM    |         |                       |                       |                       |                       |
| 9 | Maria Teresa | ELIM    |         |         |                       |                       |                       |                       |
| 9 | Bianco       | ELIM    |         |         |                       |                       |                       |                       |

## Avvenimenti

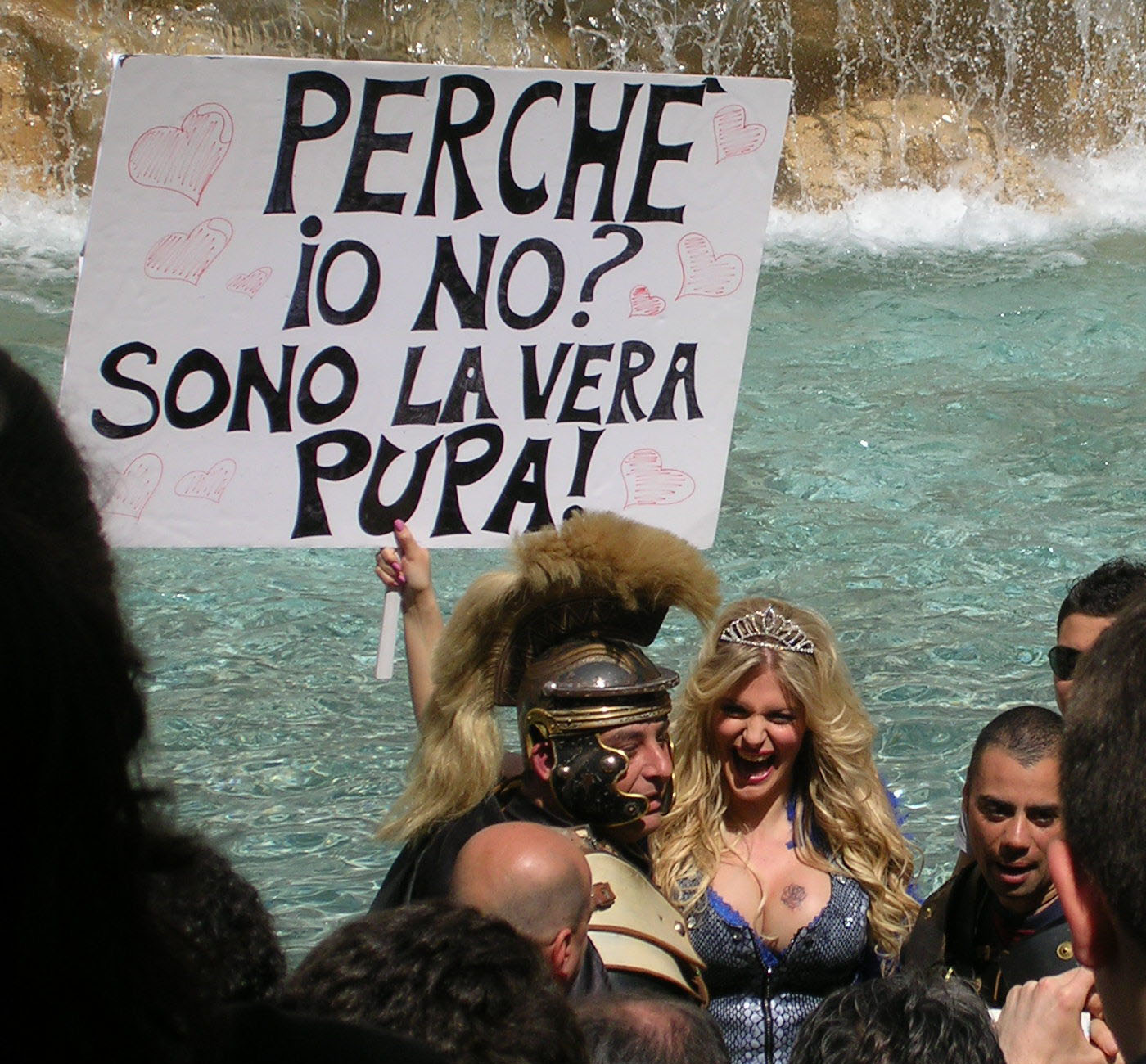
La protesta di Francesca Cipriani alla Fontana di Trevi, 18 aprile 2009

Tutte le puntate sono andate in onda in differita, quindi sono state precedentemente registrate, a differenza della prima edizione, dove solo l'ultima puntata era in diretta.
Nella seconda puntata viene eliminata la coppia Bianco - Maria Teresa. Nel corso della stessa puntata venne introdotta nel gioco Francesca Cipriani, inizialmente scartata durante i provini: la Pupa, non apprezzando quest'esclusione, ha fatto pubblica protesta a Roma, davanti alla Fontana di Trevi, convincendo la produzione alla sua ammissione. Una volta presentata, le fu chiesto di scegliere un Secchione tra due alternative: inizialmente le viene proposto Cevaro, ma lo scarta senza sapere che l'altra alternativa era Bianco dovendo quindi accettare quest'ultimo.
Nella quarta puntata, il professor Francesco Di Fant, studioso di linguaggio del corpo, ha esaminato attentamente l'atteggiamento che assumono le Pupe durante la prova del Zucca quiz (dove le pupe devono indovinare il nome di alcuni personaggi famosi che vengono mostrati in fotografia) per verificare se proprio fanno fatica a indovinare oppure se mentissero nel non sapere le risposte. Il professore ha riscontrato che Pasqualina Sanna sarebbe l'unica a mentire. Di conseguenza, la giuria ha costretto Pasqualina a proseguire il gioco con De Giovanni e Tassinari con Elena Morali. Successivamente, Pasqualina ha chiesto di tornare a gareggiare con Luca Tassinari (che avrebbe preferito anch'egli riottenere la sua Pupa di partenza) e nella puntata del 23 maggio 2010, la giuria le concesse ciò in cambio di un sacrificio: un taglio di capelli. Inoltre si decise di aprire un televoto rivolto ai telespettatori con cui stabilire se Tassinari avrebbe dovuto proseguire il gioco con Pasqualina Sanna o Elena Morali. Il risultato è stato comunicato nella puntata del 30 maggio 2010 e la coppia Pasqualina - Tassinari è stata ricostituita.
Durante la quarta settimana, Luca Garagozzo, mentre si stava allenando nell'esercizio fisico, si è fratturato il braccio destro e quindi non ha potuto quindi sostenere le Prove fisiche (dove i Secchioni devono fare un esercizio di una particolare disciplina sportiva). In seguito a ciò, gli fu concessa la possibilità di selezionare un suo Stuntman tra De Camillis e Cavazzoni, e Garagozzo scelse Cavazzoni che ottenne dalla giuria la possibilità di essere ospitato nella villa insieme alla coppia.
Nella finale sono stati assegnati dei premi speciali: "Miss Zucca Quiz 2010" a Ludovica e "Mister Cubista 2010" a De Giovanni

## Ascolti
| Puntata    | Messa in onda  | Telespettatori | Share  |
| ---------- | -------------- | -------------- | ------ |
| 1          | 18 aprile 2010 | 2 736 000      | 15,90% |
| 2          | 25 aprile 2010 | 2 580 000      | 14,10% |
| 3          | 2 maggio 2010  | 2 538 000      | 13,20% |
| 4          | 9 maggio 2010  | 2 753 000      | 15,20% |
| 5          | 16 maggio 2010 | 2 630 000      | 15,13% |
| 6          | 23 maggio 2010 | 2 554 000      | 15,38% |
| Semifinale | 30 maggio 2010 | 2 435 000      | 15,46% |
| Finale     | 7 giugno 2010  | 3 044 000      | 18,82% |
| Media      | Media          | 2 672 000      | 15,48% |